# Dolní Bukovsko
Dolní Bukovsko (en allemand : Drahotieschitz) est un bourg (en tchèque : městys) du district de České Budějovice, dans la région de Bohême-du-Sud, en Tchéquie. Sa population s'élevait à 1 700 habitants en 2023.

## Géographie
Dolní Bukovsko se trouve à 9 km à l'est-nord-est de Veselí nad Lužnicí, à 23 km au nord-nord-est de České Budějovice et à 102 km au sud-sud-est de Prague.
La commune est limitée par Žimutice, Hartmanice, Zálší et Mažice au nord, par Sviny, Bošilec et Dynín à l'est, par Neplachov et Drahotěšice au sud et par Hluboká nad Vltavou, Žimutice et Modrá Hůrka à l'ouest.

## Histoire
La première mention écrite du village date de 1323. La commune a le statut de městys depuis le 12 avril 2007.

## Administration
La commune est composée de huit sections :
- Bzí
- Dolní Bukovsko
- Horní Bukovsko
- Hvozdno
- Pelejovice
- Popovice
- Radonice
- Sedlíkovice

## Galerie

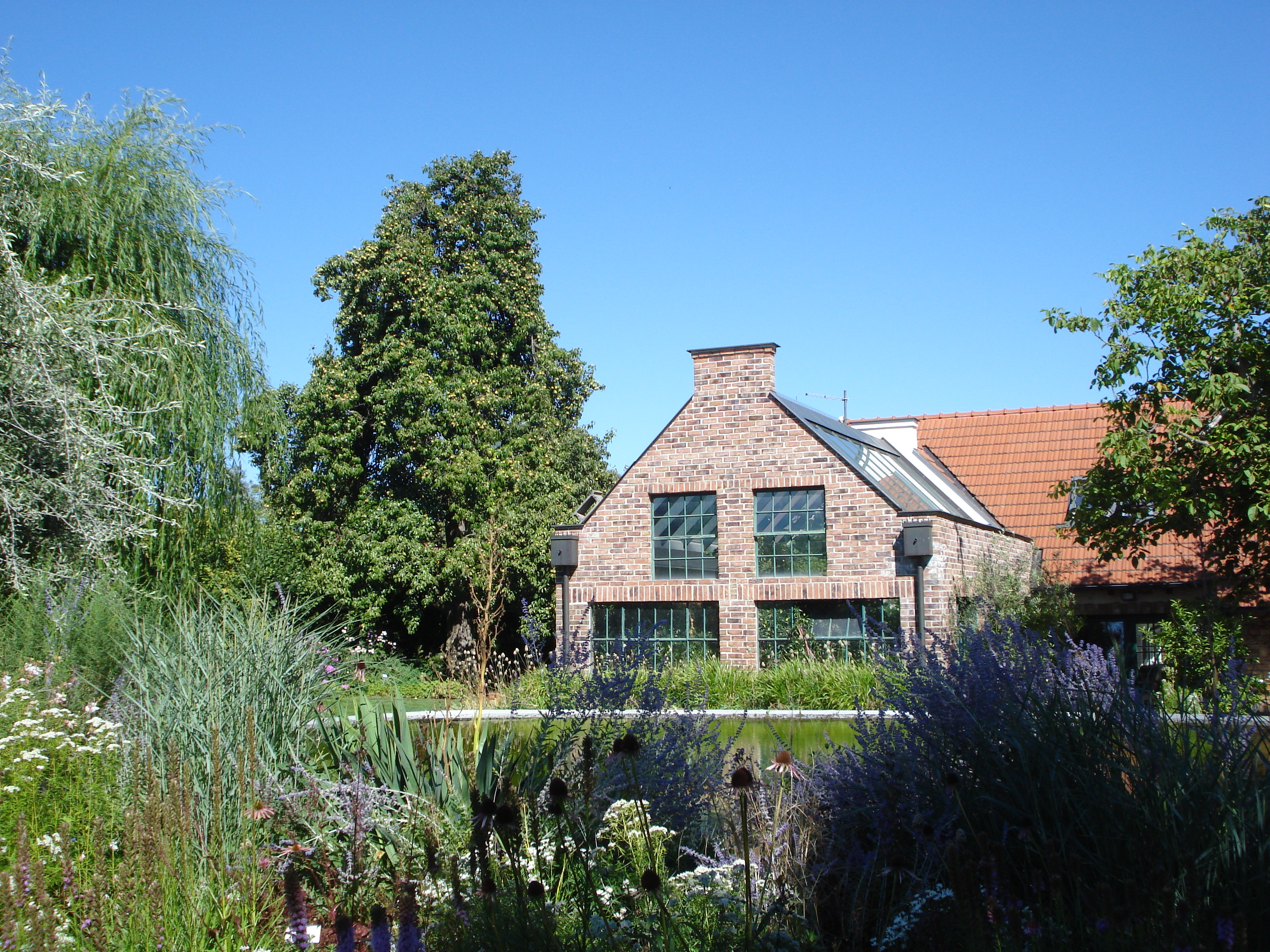
Jardin modèle.
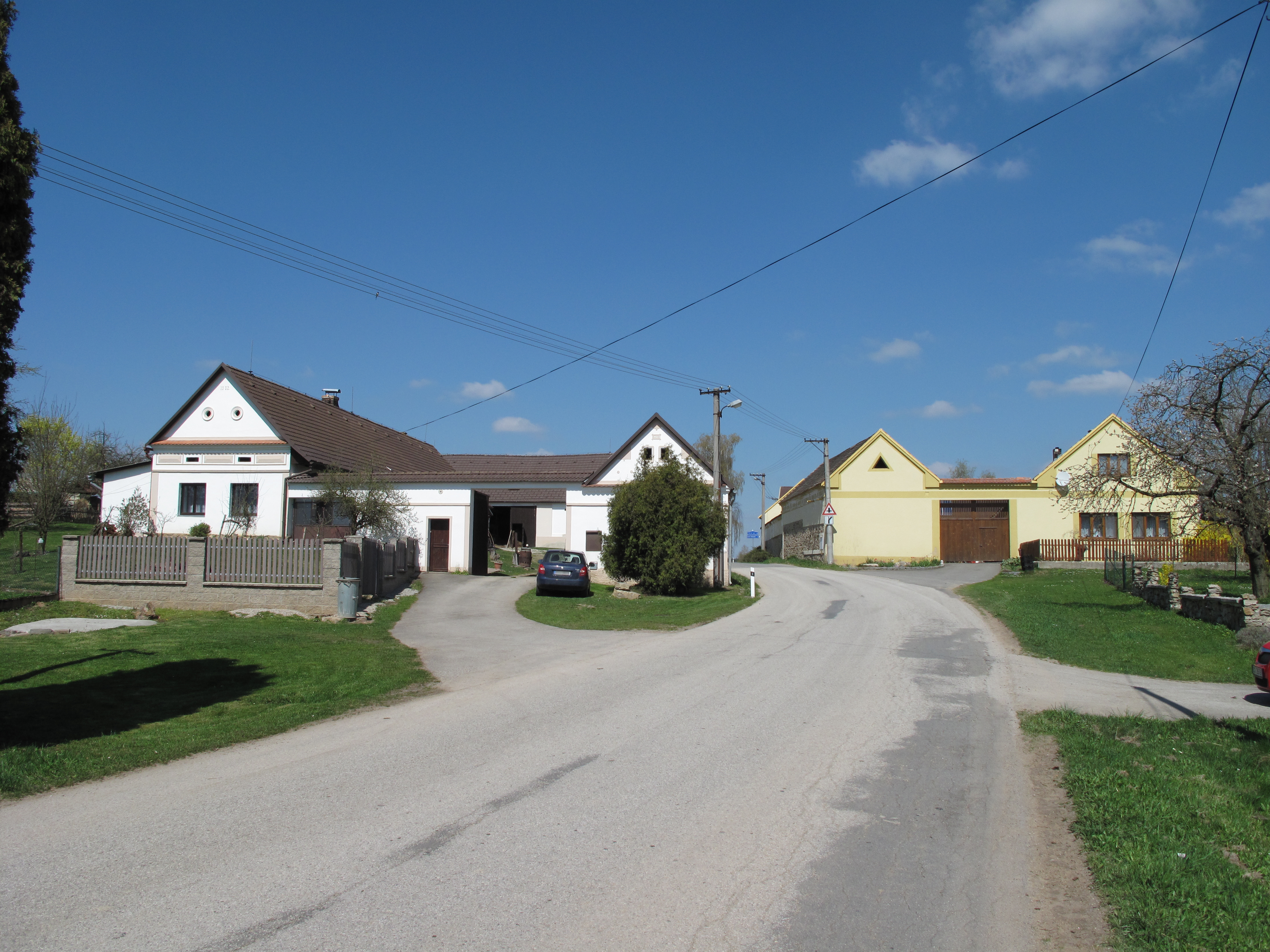
Centre de Radonice.

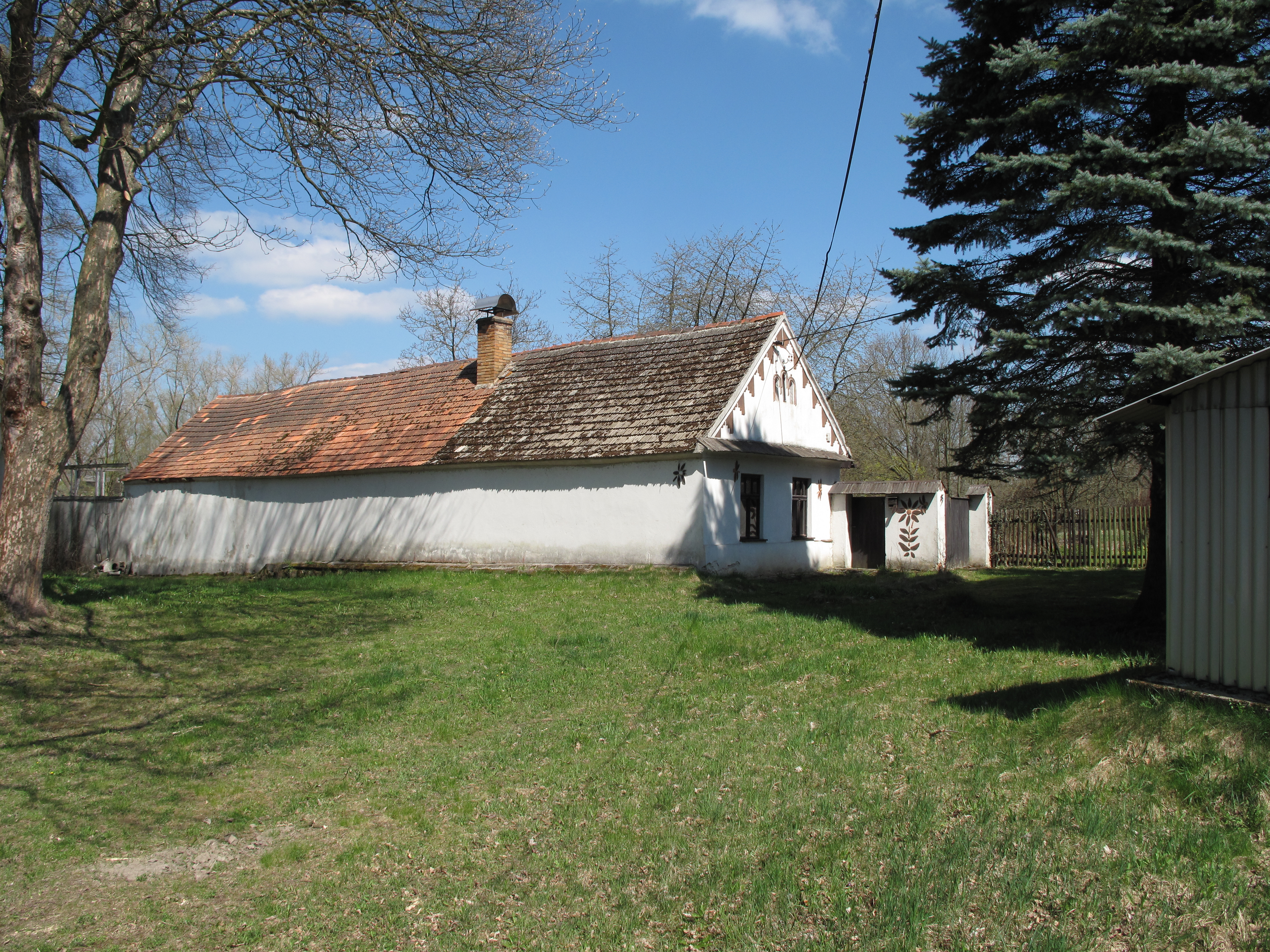
Maison de campagne à Hvozdno.
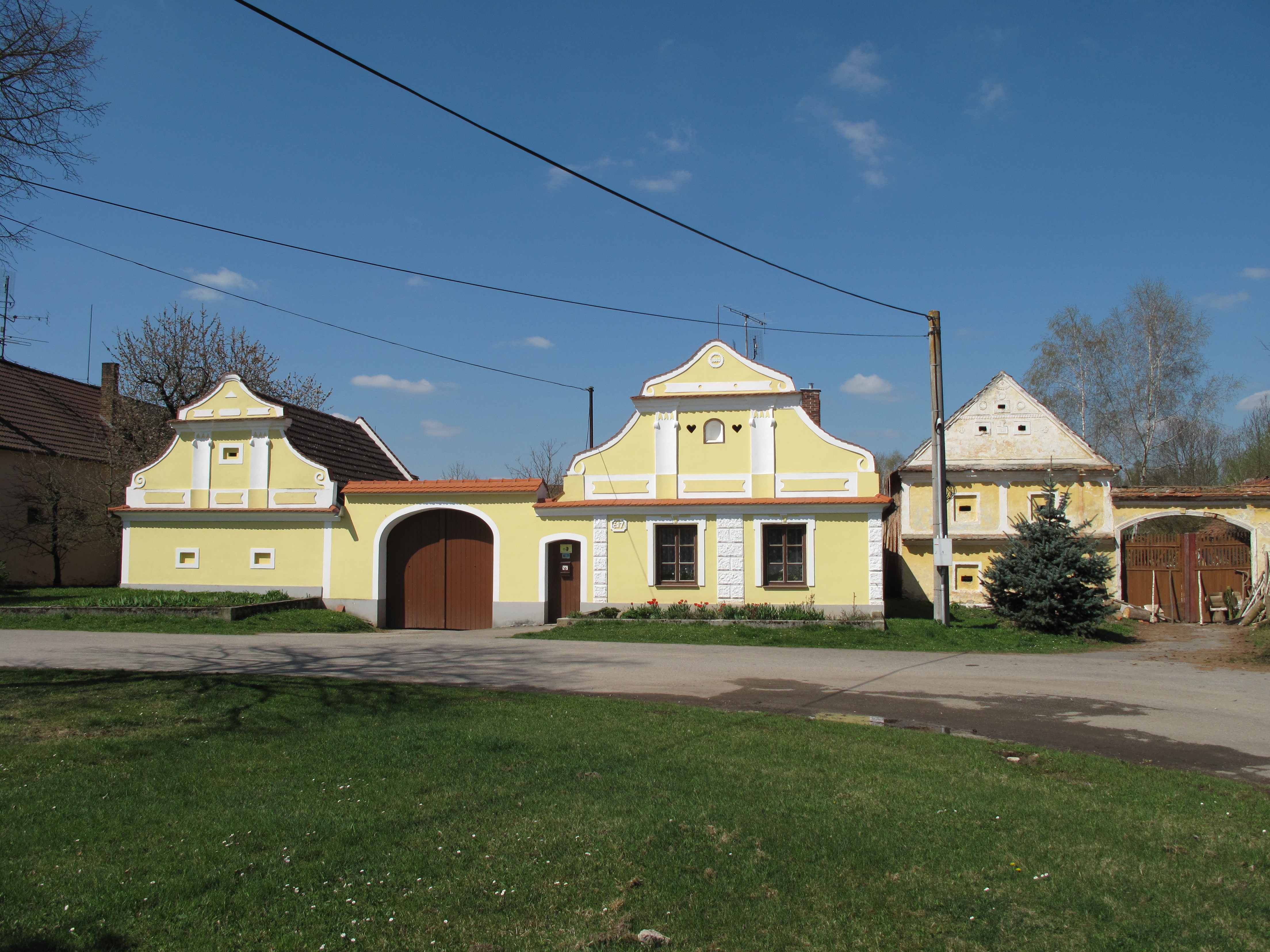
Maison à Pelejovice.

## Transports
Par la route, Dolní Bukovsko se trouve à 15 km de Týn nad Vltavou, à 28 km de České Budějovice et à 131 km de Prague.